# Сладково (Тюменская область)
Сладково — село, административный центр Сладковского района и Сладковского сельского поселения Тюменской области.

## География
Село расположено между озёр Солёное и Пресное в 400 км от областного центра. Его площадь составляет 4,025км

## Климат
Умеренный на всей территории. Он более суровый, чем на Русской равнине, но более мягкий, чем в Восточной Сибири. Континентальность нарастает к юго-востоку равнины. Радиационный баланс от 15 до 40 ккал\см2 в год. При этом по сравнению с Русской равниной Западная Сибирь получает несколько больше солнечной радиации, вследствие меньшей повторяемости циклонов. Западный перенос сохраняется, но влияние Атлантики здесь заметно ослаблено. Равнинность территории способствует глубокому меридиональному воздухообмену. Зимой климат формируется под влиянием отрога Азиатского максимума, который протягивается по югу равнины и ложбины пониженного давления над северными полуостровами. Это способствует выносу холодного континентального воздуха из Азиатского максимума на равнину. Ветры преобладают южных направлений. В целом, изотермы января носят субмеридиональный характер, −18˚-20˚С. Абсолютный температурный минимум −50˚С. Зимой характерны метели. В холодный период выпадают 20-30 % осадков. Снежный покров устанавливается в ноябре и держится 5 месяцев. Мощность снежного покрова в лесной зоне 50-60 см, в тундре и степи 40-30 см. Ветры преобладают в северном направлении. При этом усиливается роль западного переноса. Июльские изотермы принимают широтные направления. +22˚С. Абсолютный максимум +45˚С. На теплый период приходится 70-80 % осадков, особенно их много в июле-августе. Возможны засухи. Наибольшее количество осадков за год (350 мм.). Климат способствует во многом поддержанию многолетней мерзлоты. Коэффициент увлажнения меньше 1 (недостаточное увлажнение).

## История
Поселение Сладково было впервые упомянуто в переписи 1782 года, и этот год считается датой его основания. Первоначально это была деревня Сладкая. Своё название деревня получила от озера Сладкое (ныне — озеро Солёное).
В 1793 году был открыт Сладковский приход при Троицкой церкви Красноярской слободы. В 1796 году в деревне Сладкой состоялась закладка церкви. В 1797 году церковь была освящена, и деревня Сладкая была переименована в село Сладковское.
В 1797 году после введения волостного самоуправления была образована Сладковская волость Ишимского уезда Тобольской губернии. Административным центром волости стало село Сладковское. 3 ноября 1923 года был образован Сладковский район в составе Ишимского округа Уральской области с центром в селе Сладково. 14 августа 1944 года Сладковский район стал частью Тюменской области.
В настоящее время в селе функционирует современная школа на 850 мест, Сладковское товарное рыбоводческое хозяйство предлагает свою продукцию по всей России, ведутся работы по восстановлению церкви, разрушенной в 30-х годах XX века.

## Население
| 1959 | 1970  | 1979  | 1989  | 2002  | 2010  | 2021  |
| ---- | ----- | ----- | ----- | ----- | ----- | ----- |
| 2300 | ↗2870 | ↗3675 | ↘3651 | ↘3477 | ↘3303 | ↗3438 |

## Телеканалы
- Первый канал
- Россия 1 / ГТРК «Регион-Тюмень»
- НТВ
- Тюменское Время
- Пятый Канал